# André De Nul
André De Nul est un footballeur international belge. Il a honoré trois « capes » chez les Diables Rouges.

## Carrière de joueur

### Eendracht Alost
André De Nul réalise toutes ses classes comme défenseur, à l'Eendracht Alost, dans sa région natale. Il est sélectionné en équipe « Première » dès l'âge de 16 ans. À cette époque, le matricule 90 vient d'être relégué en Division 2, où il se stabilise en milieu de tableau. De Nul débute logiquement dans la ligne arrière, mais en raison de manque d'effectif, il est repositionné en front de bandière. Le succès est au-rendez et le jeune joueur se révèle rapidement un excellent buteur. 
Lors de la saison 1964-1965, l'Alost qui lutte pour son maintien se retrouve au centre d'un scandale de corruption et est finalement sanctionné d'une rétrogradation. De Nul, qui n'a rien à voir avec les malversations reprochées, se retrouve en Promotion puisque le club a terminé descendant de D2.
A. De Nul contribue à la rapide remontée de son club vers la « D3 » où en 1968 il manque la montée vers l'antichambre de l'élite, à la suite d'une erreur administrative du délégué de l'équipe causant un forfait et permettant l'octroi du titre au CS Brugeois.

### Lierse
Mais repéré et pisté par les cercles professionnels depuis quelques saisons, De Nul oublie vite la déception du titre perdu sur tapis vert, car fait le grand bond de la « D3 » à la « D1 » en étant engagé par le Lierse en vue de la saison 68-69.
À la pointe de l'attaque qu'il partage avec Peter Ressel, De Nul contribue à amener les « Pallieters » sur la 3e marche du podium national et à conquérir la Coupe de Belgique 1969. Il est l'auteur du second but de son équipe en finale remportée contre le Racing White. Pendant cinq saisons, le Flandrien fait les beaux jours du club lierrois qui évolue régulièrement sur la scène européenne. De Nul fait partie de l'épopée légendaire qui voit le Lierse battre deux fois le grand Leeds dès le premier tour de la Coupe de l'UEFA 71-72, puis au tour suivant redresser une situation fortement comprise contre le Norvégiens de Rosenborg (défaite 4-1 puis victoire 3-0 avec un doublé de De Nul). Les « Pallieters » tombent avec les honneurs contre l'AC Milan, en quarts de finale, non sans avoir humilié le PSV Eindhoven (4-0) en huitièmes.

### Anderlecht
Reconnu et respecté, De Nul qui alors 27 ans, obtient un transfert prestigieux au Sporting Anderlechtois qui à cette époque commence à se faire un nom dans le football européen. Notons qu'à la même période, le football belge se dote, enfin, d'une Ligue professionnelle.
La première saison est une réussite puisqu'il joue régulièrement. Sa deuxième année au « Parc Astrid » est moins ronflante car la concurrence est rude et il n'a plus la préférence de l'entraîneur Urbain Braems.

### Fin de carrière
Après deux saisons chez les « Mauves », André De Nul se lance dans un autre défi en signant à l'Union St-Gilloise. Simplement renommé « Royale Union », le matricule 10 vient d'être relégué pour la première de son Histoire en Division 3. Passant de la D1 à la D3, De Nul contribue à faire remonter le club directement dans l'antichambre de l'élite au terme du championnat 1975-76. La saison suivante, les Saint-Gillois disputent le tour final de « D2 » finalement remporté par La Louvière.
En 77-78, De Nul tente l'aventure du football allemand et s'engage avec le Rot-Weiss Essen qui vient de descendre en Zweite Bundesliga. Peu aligné, l'attaquant met un terme à sa carrière professionnelle en juin 1978, mais ne raccroche pas les crampons pour la cause. Il signe au FC Liederkere, un cercle brabançon qui vient de descendre en 1re provinciale. Officiant comme joueur-entraîneur, il aide le club à revenir en Promotion en 1982, où l'attaquant flandrien joue jusqu'en 1984. Après une dernière pige avec le VC Terheide, il arrête de jouer en 1985.

## Carrière d'entraîneur
André De Nul ne se consacre pas beaucoup au métier d'entraîneur. En dehors de la saison 82-83, comme joueur-entraîneur au FC Liedekerke, il preste encore en dépannage auprès de ce cercle lors de la saison 87-88. On le retrouve l'année suivante au Vigor Hamme en Division 3.

## Équipe nationale
Excellent attaquant, André De Nul ne connaît pas une grande carrière internationale en raison de deux facteurs principaux: la concurrence et le système de jeu choisi. Au sommet de sa carrière, De Nul est en balance avec des joueurs comme Raoul Lambert ou Johan Devrindt, alors que le sélectionneur qui n'est autre que Raymond Goethals prône un jeu si pas totalement défensif, très organisé et basé sur la contre-attaque. Néanmoins, De Nul propose une statistique très positive: 3 capes - 2 buts.

## Palmarès joueur
- Champion de Belgique : 1974 (Anderlecht)

- Vainqueur de la Coupe de Belgique : 1969 (Lierse), 1975 (Anderlecht)
- Vainqueur de la Coupe de la Ligue belge : 1974 (Anderlecht)
- Champion de Division 3 : 1976 (Union SG)
- Champion de Promotion : 1966 (Alost)
- Champion de 1re provinciale Brabant : 1983  (Liedekerke)